# Lasianthus attenuatus
Lasianthus attenuatus är en måreväxtart som beskrevs av William Jack. Lasianthus attenuatus ingår i släktet Lasianthus och familjen måreväxter. Inga underarter finns listade i Catalogue of Life.